# Notiocoelotes sparus
Notiocoelotes sparus là một loài nhện trong họ Agelenidae.
Loài này thuộc chi Notiocoelotes. Notiocoelotes sparus được Pakawin Dankittipakul, Chami-Kranon & Jia-Fu Wang miêu tả năm 2005.